# Fergal O'Brien
Fergal O'Brien (condado de Dublín, 8 de marzo de 1972) es un jugador de snooker irlandés.

## Biografía
Nació en el condado irlandés de Dublín en 1972. Es jugador profesional de snooker desde 1991. Se ha proclamado campeón de un torneo de ranking, el Abierto Británico de 1999, en cuya final derrotó (9-7) a Anthony Hamilton. Fue, asimismo, subcampeón del Trofeo de Irlanda del Norte de 2007, pues cayó (5-9) ante Stephen Maguire en el partido decisivo. También ha logrado tejer una tacada máxima, que llegó en un partido de la Championship League de 2016 que jugó contra Mark Davis.